# Apple Type Services for Unicode Imaging
Apple Type Services for Unicode Imaging (ATSUI) は、Mac OS 8.5で導入され、macOSにも含まれている、UnicodeテキストをレイアウトしてレンダリングするためのAPIである。
Unicodeの採用は、テキストエンコーディング方式により各国語のスクリプトをサポートしていた古いWorldScriptを置き換えるものである。また、Apple Advanced Typography (AAT) 機能により合字やカーニング、日本語などの縦書き、左横書きとアラビア文字などの右横書きとの双方向混在やカシーダといった高度なタイポグラフィを実現した。
技術的にはQuickDraw GXのテキストAPIの流れを汲んでおり、原型はSystem7.5までさかのぼる。

## Core Text
macOSにおいて、Mac OS X v10.4まではテキストレイアウトのほとんどをATSUIが担当していたが、Mac OS X v10.5で導入されたより高速で新しいUnicodeテキストレイアウトエンジンであるCore Textによって、MLTEやQuickDrawとの互換性などの一部を除きその役割は置き換えられつつある。